# Еразмус фон Дитрихщайн
Еразмус фон Дитрихщайн (на немски: Erasmus Freiherr von Dietrichstein zu Weichselstädt) е австрийски благородник, фрайхер на Дитрихщайн-Холенбург в Каринтия, господар във Вайкселщет в Полша.

## Биография
Роден е около 1568 година в Примерсдорф, Долна Австрия. Той е син на фрайхер Зайфрид фон Дитрихщайн-Вайкселщет-Ебенау († 1583) и съпругата му Урсула фон Зигерсдорф. Внук е на Леонхард фон Дитрихщайн-Вайкселщет († сл. 1559) и Луция (фон Линдек). Правнук е на Франц фон Дитрихщайн-Вайкселщет (* 1476; † 1550) и Барбара фон Ердлцхайм (* ок. 1479), дъщеря на леля му Маргарета фон Дитрихщайн. Праправнук е на Панкрац фон Дитрихщайн (1446 – 1508) и Барбара фон Турн († 1518). Брат му Георг Албрехт фон Дитрихщайн († 1636) е господар в Ебенау.
Еразмус фон Дитрихщайн умира около 1621 г. Синовете му са издигнати през 1631 г. на графове на Дитрихщайн.

## Фамилия
Еразмус фон Дитрихщайн се жени за Елизабет фон Турн и втори път ок. 1593 г. за Юлиана Ваген фон Вагеншперг (* ок. 1572), дъщеря на Йохан Балтазар Ваген фон Вагеншперг († 1612) и Катарина Шрот фон Киндберг (* 1548).
С втората му съпруга Юлиана Ваген фон Вагеншперг той има децата:
- Георг Зайфрид († сл. 1673 в Мантуа)
- Йохан Балтазар († 1634), става граф на Дитрихщайн 1631 г., женен във Виена 1634 г. за бургграфиня Елеонора Евсебия фон Дона († 22 ноември 1676, Грац); бездетен
- Зигмунд Лудвиг (* ок. 1600; † 18 октомври 1653, Грац), фрайхер на Холенбург и Финкенщайн, става граф на Дитрихщайн 1631 г., женен 1632 г. за графиня Анна Мария фон Мегау (* 1610; † 30 април 1698, Виена); има деца
- Анна Терезия, омъжена за граф Франц Никлас Лодрон
- Анна Катарина (* ок. 1596), омъжена на 12 януари 1620 г. за фрайхер Мориц II фон Ракниц († ок. 15 декември 1655)
- Венцел († 1633)